# Berber

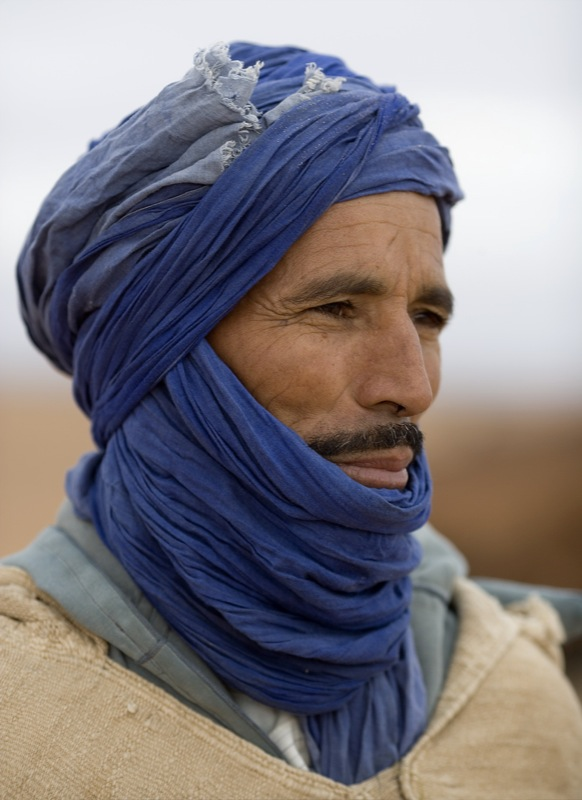
Nomadischer Berber in Marokko

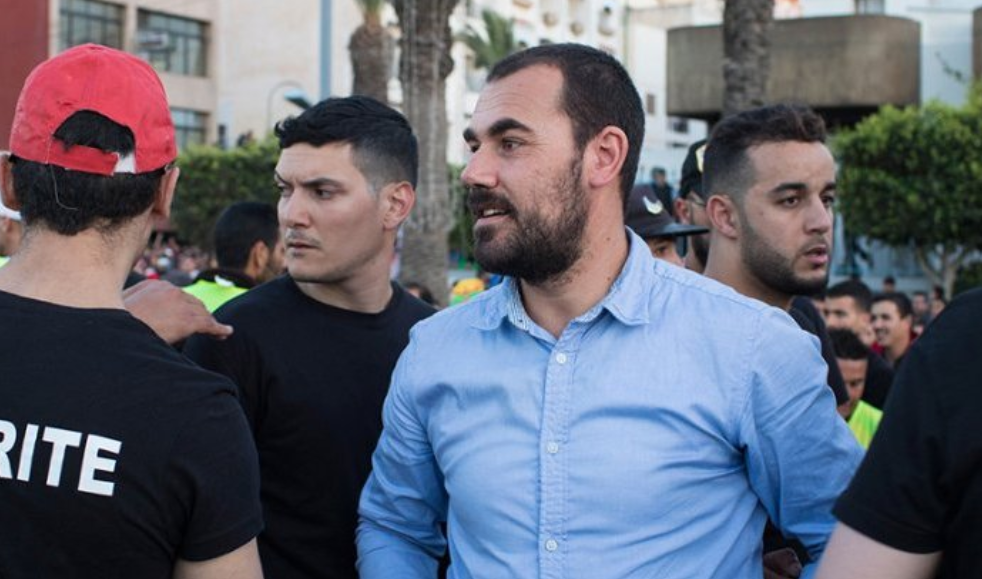
Demonstration von Berbern in einer marokkanischen Stadt, in der Mitte der politische Aktivist Nasser Zefzafi, 2017

Imazighen (berberisch ⵉⵎⴰⵣⵉⵖⵏ Imaziɣen, Schreibvariante Amazigh, Pl. Imazighen; arabisch الأمازيغ, DMG al-Amāzīġ oder Berberبربر, DMG barbar) beschreibt eine Sammelbezeichnung für die indigenen Ethnien der nordafrikanischen Länder Algerien, Libyen, Mauretanien, Marokko und Tunesien, die sich sprachlich und kulturell mehr oder weniger von den arabisierten Mehrheitsgesellschaften unterscheiden. Sie führen das Erbe der vorislamischen Völkergruppen Nordafrikas fort. Außerdem leben Berber im östlichen Mali, nördlichen Niger und in der ägyptischen Oase Siwa. Etwa 36 Millionen Menschen in Nordafrika sprechen eine zu den afroasiatischen Sprachen gehörende Berbersprache (Tamaziɣt) als Muttersprache; die Schätzungen zur Anzahl der Berber variieren jedoch zwischen 40 und 70 Millionen, da große Teile der Bevölkerung Marokkos und Algeriens, die Maghreb-arabische Dialekte sprechen, sich kulturell und ethnisch wenig von den Berbern unterscheiden oder erst in jüngster Zeit sprachlich arabisiert wurden, so dass eine klare Abgrenzung der Berber zur umgebenden Bevölkerung oft kaum oder gar nicht möglich ist.

## Name und Herkunft

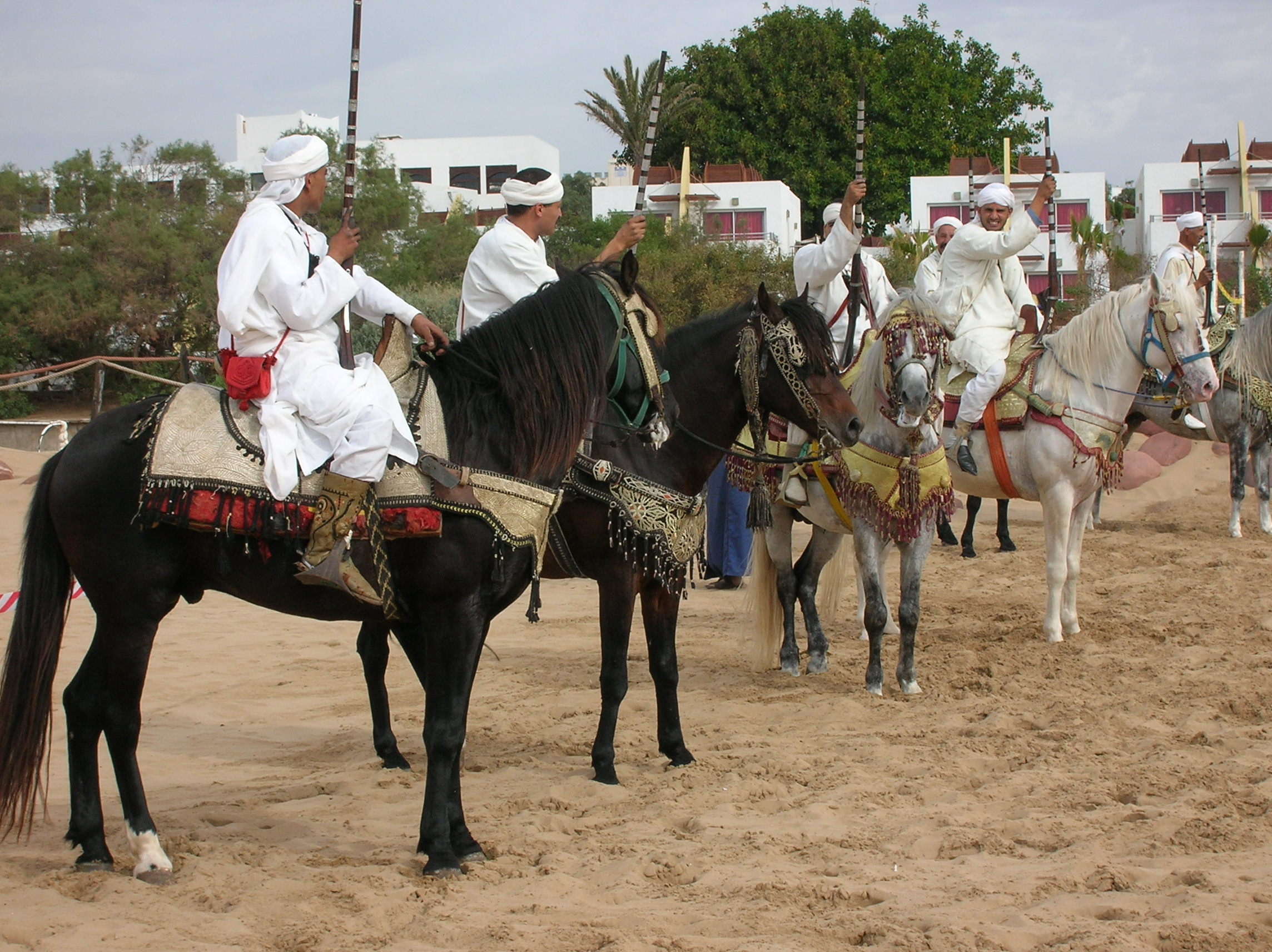
Fantasia: Das folkloristische Reiterspiel basiert auf der früheren Kriegsführung der Berber.

Der Name Berber stammt möglicherweise vom altgriechischen Wort βάρβαρος bárbaros ab, möglicherweise vermittelt durch das Lateinische (barbarus) oder Arabische (al-barbar, Plural barābira). In altägyptischen Inschriften findet sich die Bezeichnung eines benachbarten Volkes Barabara, was ebenfalls eine mögliche Herleitung liefert. Heute bezeichnen sich viele Berber als imazighen ‚Freie‘, um sich in einer eigenen, in ihrer Muttersprache gefassten Volksgruppenbezeichnung wiederzufinden, und lehnen die als abwertend verstandene Fremdbezeichnung „Berber“ ab. Üblicherweise benutzen die Berbervölker die Namen der einzelnen Volksstämme (zum Beispiel Rifkabylen oder Tuareg).

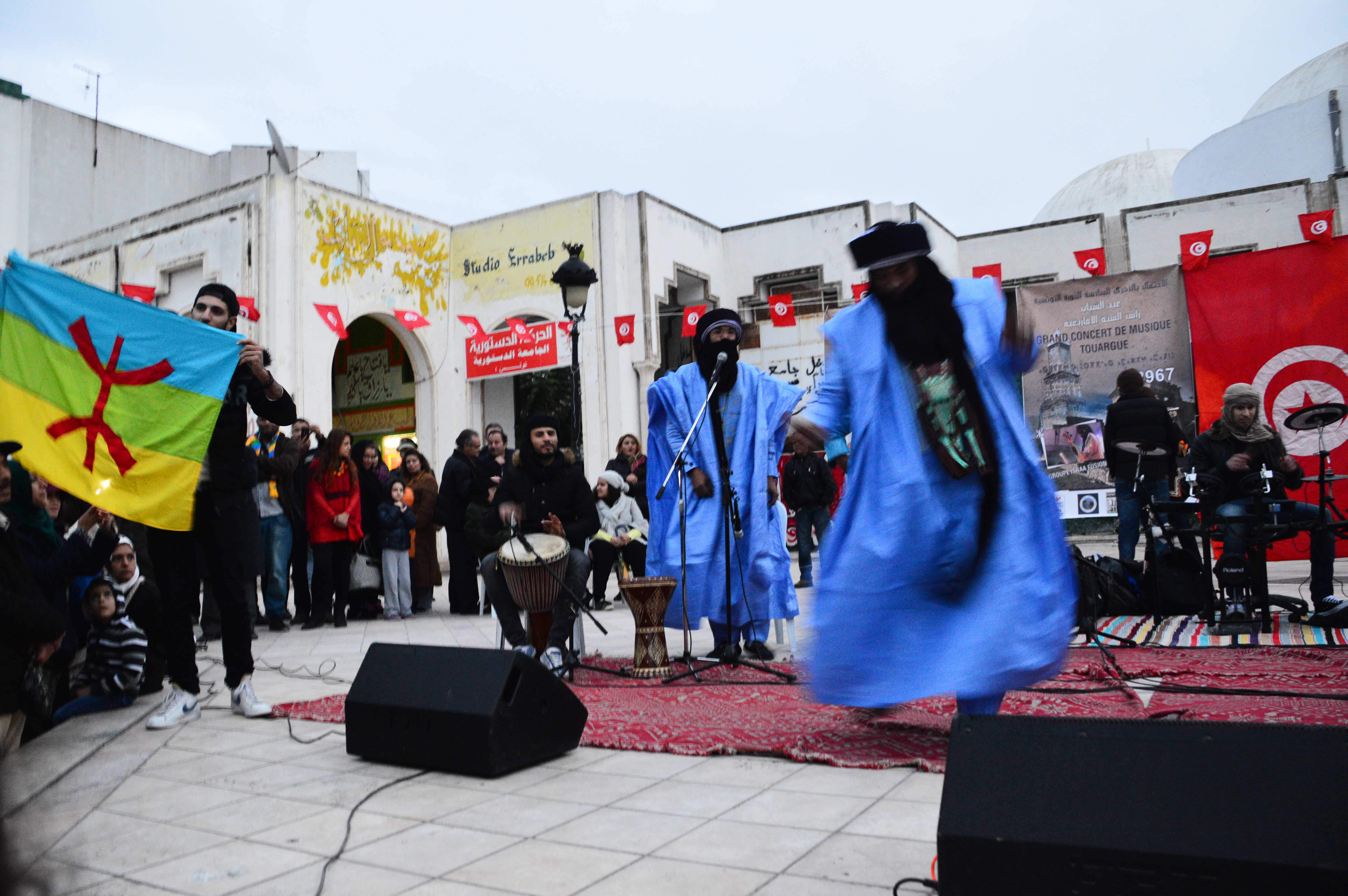
Traditioneller Tanz der Tuareg

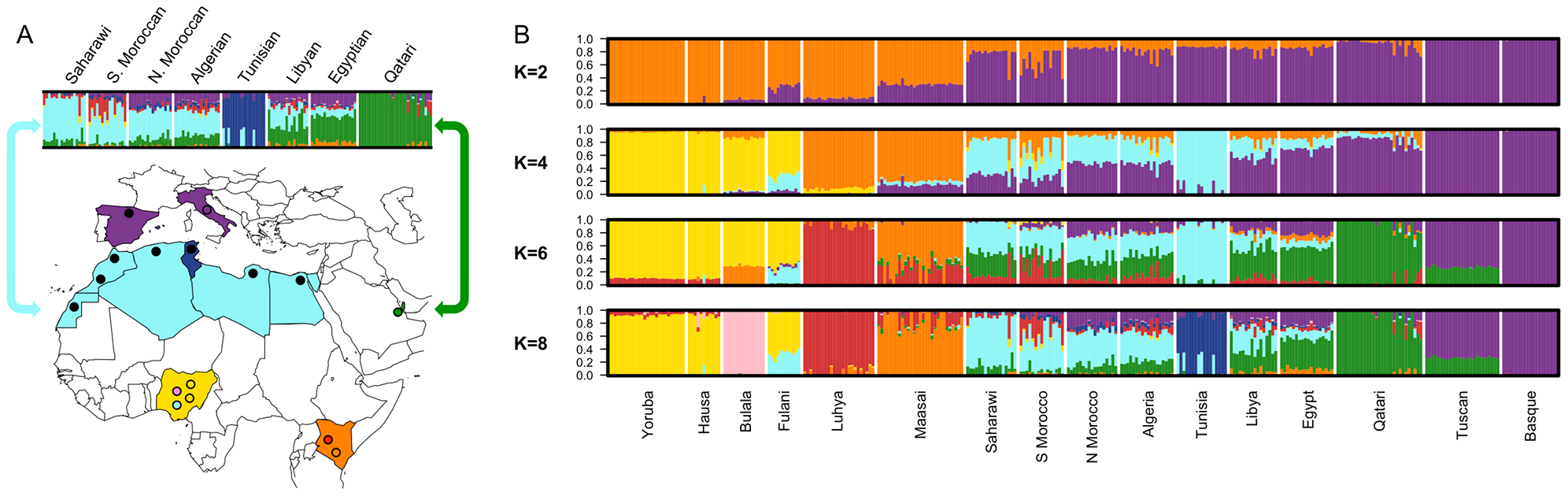
Genetische Struktur Nordafrikanischer Populationen.

Die Berber sind heterogene afroasiatisch-sprachige Ethnien, die von den historischen Bevölkerungen Nordafrikas und von Bevölkerungen des Nahen Ostens abstammen. Genetische Studien zeigen, dass heutige Nordafrikaner ein „Mosaik“ aus nordafrikanischen, arabischen und europäischen Wurzeln aufweisen. Genetisch repräsentieren die Berber die indigene Bevölkerung Nordafrikas. Sie sind am nächsten mit den Ägyptern, den Arabern, den Levantinern und mit Südeuropäern verwandt und können von den Populationen Subsahara-Afrikas klar abgegrenzt werden.

## Geschichte

### Antike
Zeugnisse über die Berber waren schon im Alten Ägypten (als Lebu, Tehenu, Temehu, Meschwesch) sowie in griechischen und römischen Quellen bekannt. Bereits auf saharanischen Felsmalereien sind frühe Einwohner der Gegend abgebildet. Als ihre Vorgänger gelten die Numider, Garamanten und Libyer. Der griechische Geschichtsschreiber Herodot erwähnt sie in seinen Historien.
Berbervölker wurden zuerst in Schriften der Ägypter während der Prädynastik erwähnt. Während des Neuen Reiches kämpften die Ägypter an der Westgrenze gegen die Meschwesch (Ma) und die Libu. Etwa ab 945 v. Chr. wurden die Ägypter vom Berbervolk der Meschwesch beherrscht, welche die 22. Dynastie unter Scheschonq I. begründeten. Mit ihr begann eine lange Zeit der Berberherrschaft in Ägypten, in der die Berber die Hauptbevölkerung in der westlichen Wüste stellten.
Viele Jahrhunderte lang bewohnten die Berber die Küste Nordafrikas von Ägypten bis zum Atlantischen Ozean. Währenddessen erlebten diese Küstenregionen eine lange Reihe von Eroberern, Siedlern und Kolonisatoren: der Phönizier, die Karthago gründeten, Griechen (hauptsächlich in Kyrene), Römer, Vandalen, Alanen, Byzantiner.
Die Phönizier drangen gemäß ihrer Seehandelskultur niemals über die Hafenstädte der Küste hinaus in das Landesinnere vor. Nur in römischer Zeit waren numidische und mauretanische Provinzen vollständig in das Römische Reich eingegliedert, wodurch dort wohnende Berber das römische Bürgerrecht erhielten. Nach 429 eroberten etwa 80.000 germanische Vandalen und Alanen Nordafrika und gründeten ein von Rom unabhängiges Reich mit Karthago als Hauptstadt.
Bereits vor der Eroberung Nordafrikas durch die Araber gliederten sich die Berbervölker in drei Großgruppen:
1. die Luwāta im östlichen Maghreb in den Gebieten von Tripolitanien, der Kyrenaika, dem Djarid und dem Aurès-Gebirge. Zu ihnen gehörten die Hawwāra, die Aurīgh, die Nafzāwa und die Aurāba. Den Hawwāra, die die größte Gruppe bildeten, gehörten wiederum verschiedene Untergruppen an. Eine von ihnen waren die Misrāta in Tripolitanien, nach denen die heutige Stadt Misrata benannt ist.[10]
2. die Sanhadscha im zentralen und westlichen Maghreb. Zu ihnen gehörten die Kutāma in der kleinen Kabylei, die Zawāwa in der großen Kabylei, die Ghumāra im Rif-Gebirge, die Masmuda an der Atlantikküste Marokkos, die Dschazūla im Hohen Atlas und die Lemta in Süd-Marokko.
3. die Zanāta, die die algerische Küste zwischen der Kabylei und Cheliff besiedelten, aber auch an verschiedenen anderen Orten zwischen Tripolitanien und dem westlichen Maghreb lebten.

### Frühislamische Zeit
Die Islamisierung der Berber begann in den 660er Jahren mit den militärischen Operationen des umayyadischen Heerführers ʿUqba ibn Nāfiʿ in Tripolitanien. Den nach Westen vordringenden Arabern traten aber während der zweiten Fitna berberische Stämme aus dem Gebiet Nordostalgeriens unter Führung einer Frau entgegen, die in der zunächst mündlich überlieferten Geschichtsdarstellung als Kāhina („Priesterin“) bekannt geworden ist. Um das Jahr 698 unterstützten allerdings andere berberische Stämme den arabischen Feldherrn Hassān ibn Nuʿmān bei der Vertreibung der Byzantiner aus Karthago und den anderen Küstenfestungen Nordafrikas.
Berber spielten nun selbst eine führende Rolle in der islamischen Expansionbewegung. Tāriq ibn Ziyād, ein Berber, den der arabische Feldherr Mūsā ibn Nusair Anfang des 8. Jahrhunderts zum Gouverneur der neu eroberten Stadt Tingis (des heutigen Tanger) ernannt hatte, setzte im Frühjahr 711 in einer eigenmächtigen Aktion mit einer Armee von 7000 ausschließlich berberischen Kämpfern nach Europa über und leitete damit die islamische Eroberung und teilweise Neubesiedlung der Iberischen Halbinsel ein. Die nach dem Ende des Kalifats von Córdoba (1031) entstandenen Taifa-Königreiche lagen zumeist in der Hand von Berberdynastien. Vom 11. bis zum 13. Jahrhundert dominierten die Berberdynastien der Almoraviden, Almohaden und Meriniden den Maghreb und teilweise auch Al-Andalus.
In der Folgezeit fanden die Lehren der sufritischen Charidschiten starken Zuspruch bei den Berbern. Um 739 gingen Berberstämme mit sufritischer Ausrichtung in der Region um Tanger unter ihrem Kalifen Maisara zum offenen Aufstand gegen die umayyadische Herrschaft über. Sie nahmen Tanger ein und konnten in den folgenden drei Jahren ihre Rebellion in Richtung Osten bis nach Kairuan ausweiten. Weitere sufritische Führer aus Tlemcen und Beja schlossen sich mit ihren Berberstämmen dem Aufstand an, der im Jahr 741 eine umayyadische Armee in die Flucht schlug. Erst in der zweiten Hälfte der 740er Jahre gelang es ʿAbd ar-Rahmān ibn Habīb, einem in Ifrīqiya zu dieser Zeit unabhängig herrschenden Gouverneur der Umayyaden, den Ansturm der sufritischen Berberstämme zu brechen.

### Politische Rolle im Mittelalter
Führer der sufritischen Charidschiten gründeten im Südosten des heutigen Staates Marokko 757 die Stadt Sidschilmāsa und errichteten dort ein eigenes Imamat, das über zwei Jahrhunderte in der Hand der berberischen Familie der Midrāriden blieb, die die erste berberische Dynastie im islamischen Nordafrika bildete.
In anderen Gebieten unterstützten Berber die Herrschaftsansprüche echter oder angeblicher Prophetennachkommen. Im westlichen Maghreb riefen 789 Berberstämme den Hasaniden Idrīs ibn ʿAbdallāh zum Imam aus. Ende des 9. Jahrhunderts gelang es dem ismailitischen Dāʿī Abū ʿAbdallāh asch-Schīʿī, die in der Kleinen Kabylei lebenden Kutāma-Berber für seine Lehre zu gewinnen. Sie wurden zur Hausmacht der Fatimiden, die im frühen 10. Jahrhundert das westliche Libyen, Tunesien, Ostalgerien und Sizilien eroberten. Um die Macht des Ibaditen-Führers Abū Yazīd Machlad ibn Kaidād zu brechen, der die Unterstützung der berberischen Hauwāra genoss, banden die Fatimiden ein zweites Berbervolk in ihre Machtstrukturen ein: die Sanhādscha des zentralen Algerien, deren Fürst Zīri sich eng an die Fatimiden anschloss. Als im Jahr 973 der fatimidische Kalif al-Muʿizz Kairo zu seiner Residenz machte, folgten zahlreiche Kutāma-Berber ihrem Herrn nach Ägypten und überließen die Hegemonie über den Maghreb den Sanhādscha: als fatimidische Vizekönige zogen die Berberfürsten aus dem Clan der Zīriden in die verlassenen Paläste der Fatimiden bei Kairuan ein.
Die nach dem Ende des Kalifats von Córdoba (1031) auf der Iberischen Halbinsel neu entstandenen Taifa-Königreiche lagen zumeist in der Hand von oft miteinander verfeindeten Berberdynastien.
Um die Mitte des 11. Jahrhunderts trat Ibn Yāsīn, ein Angehöriger der Sanhādscha aus dem Sūs-Tal, der die Wallfahrt nach Mekka unternommen hatte, bei den nur oberflächlich islamisierten nomadisierenden Berberstämmen der Westsahara als Missionar auf. Ibn Yāsīn predigte bei ihnen einen strengen, puritanischen Islam, der auf die Rechtsschule des Mālik ibn Anas gestützt war, und formte aus ihren Reihen den Kampfverband der Murābitūn. Ziele seiner militärischen Islamisierungskampagnen waren nicht nur die nichtislamischen, sondern auch die nur oberflächlich islamisierten bzw. heterodoxen Berber, insbesondere die Bargawata in der marokkanischen Küstenebene südlich von Rabat, bei denen ein berberischer Prophet mit einem neuen Koran in berberischer Sprache aufgetreten war; im Kampf gegen sie fand Ibn Yāsīn 1059 den Tod. Ein Nachfolger konnte den Staat der Almoraviden rasch nach Norden ausdehnen und 1070 die Stadt Marrakesch zum neuen städtischen Zentrum des westlichen Maghreb machen. Unter Yūsuf ibn Tāschfīn (reg. 1072–1106), der neben Nordwestafrika auch fast ganz Andalusien unter seiner Herrschaft vereinigen konnte, erlangte der berberische Almoravidenstaat imperiale Dimension.
Im frühen 12. Jahrhundert durchzog der junge berberische Gelehrte Ibn Tūmart nach Studien in Córdoba, Mekka und dem Irak als Bußprediger den Maghreb. Im Jahr 1121 zog er sich in den Hohen Atlas zurück, wo er sich von seinen Anhängern als der Mahdi und unfehlbaren Imam proklamieren ließ. Im Zentrum der Lehre Ibn Tūmarts stand das Dogma von der absoluten Einzigkeit Gottes (Tauhīd). Seine Anhänger nannten sich deshalb „Einzigkeitsbekenner“ (al-muwaḥḥidūn; daher ihr europäischer Name Almohaden) und setzten sich von der sunnitischen Lehre ab. Zwar scheiterte im Jahr 1130 ein Angriff der Almohaden auf Marrakesch, bei dem Ibn Tūmart auch starb, doch gelang es seinem Nachfolger ʿAbd al-Muʾmin (reg. 1130–1163), die Almoraviden zu stürzen und eine neue Berber-Dynastie zu gründen, deren Herrschaftsgebiet ganz Nordwestafrika und Teile von Al-Andalus umfasste. Anfang des 13. Jahrhunderts lösten sich nacheinander verschiedene Territorien vom Almohadenreich. In mehreren von ihnen kamen wiederum berberische Dynastien zum Zuge: in Tunis die Hafsiden, in Tlemcen die Abdalwadiden und in Zentralmarokko die Meriniden.

## Heutige Verbreitung

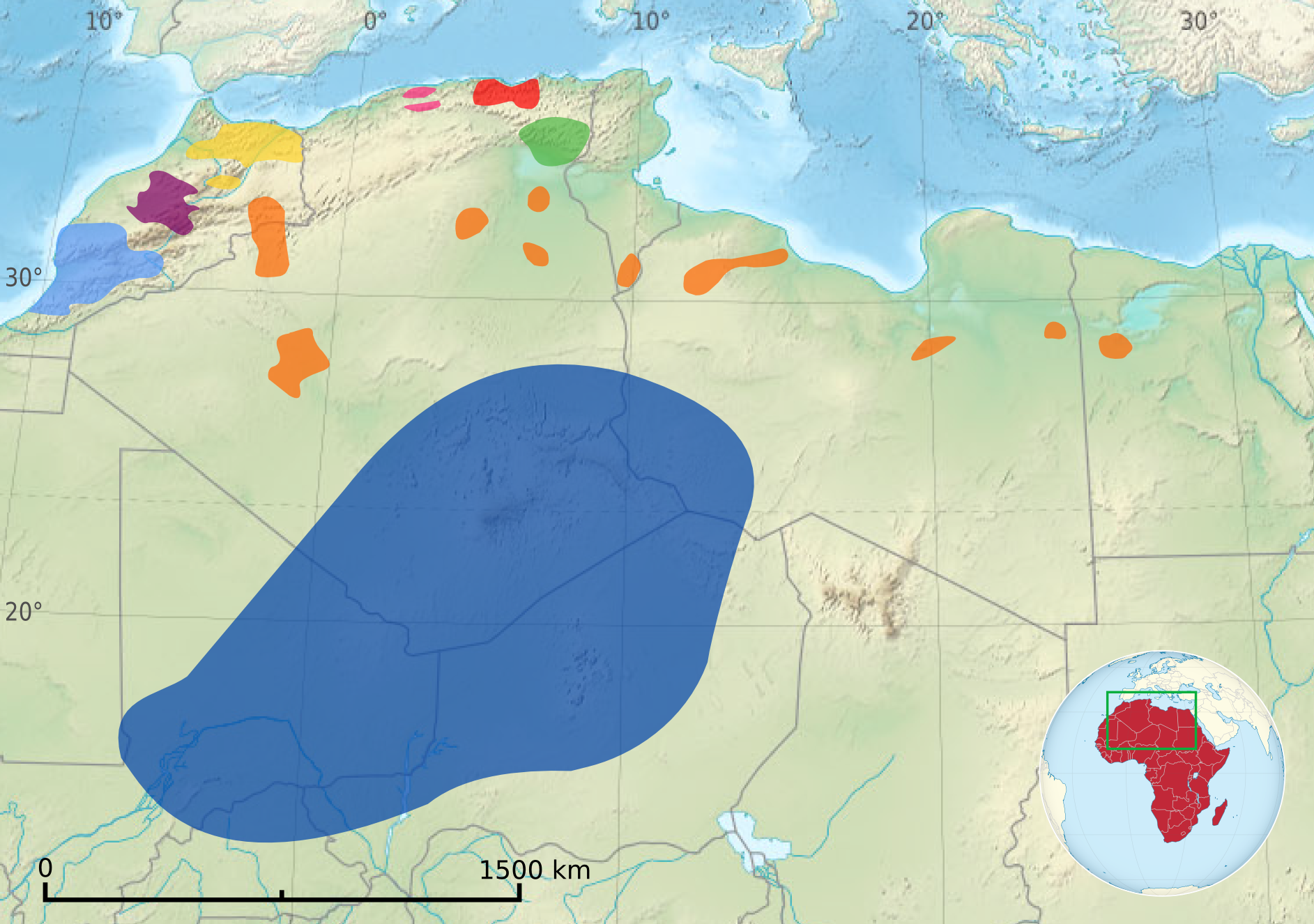
Verbreitung der Tuareg (dunkelblau) und anderer Berber in Nordwest-Afrika

1997 vom Congrès mondial amazigh (CMA, „Weltkongress der Amazighen“) eingeführte Flagge der Berber

Berber leben heute vor allem in Marokko und in Algerien, vereinzelte Gruppen auch in Tunesien und südlich davon in der Sahara. Ihre heutigen Bevölkerungszahlen sind schwer zu bestimmen, da durch die Vermischung mit der arabischen Bevölkerung und die Arabisierungsmaßnahmen der postkolonialen Zeit Kultur und Sprache der Berber zurückgedrängt worden sind. Zahlreiche Berberstämme sprechen heute zumindest als zweite Umgangssprache maghrebinisches Arabisch. Nur ein Teil der Berber spricht ausschließlich Berbersprachen.

## Sprache
Marokko

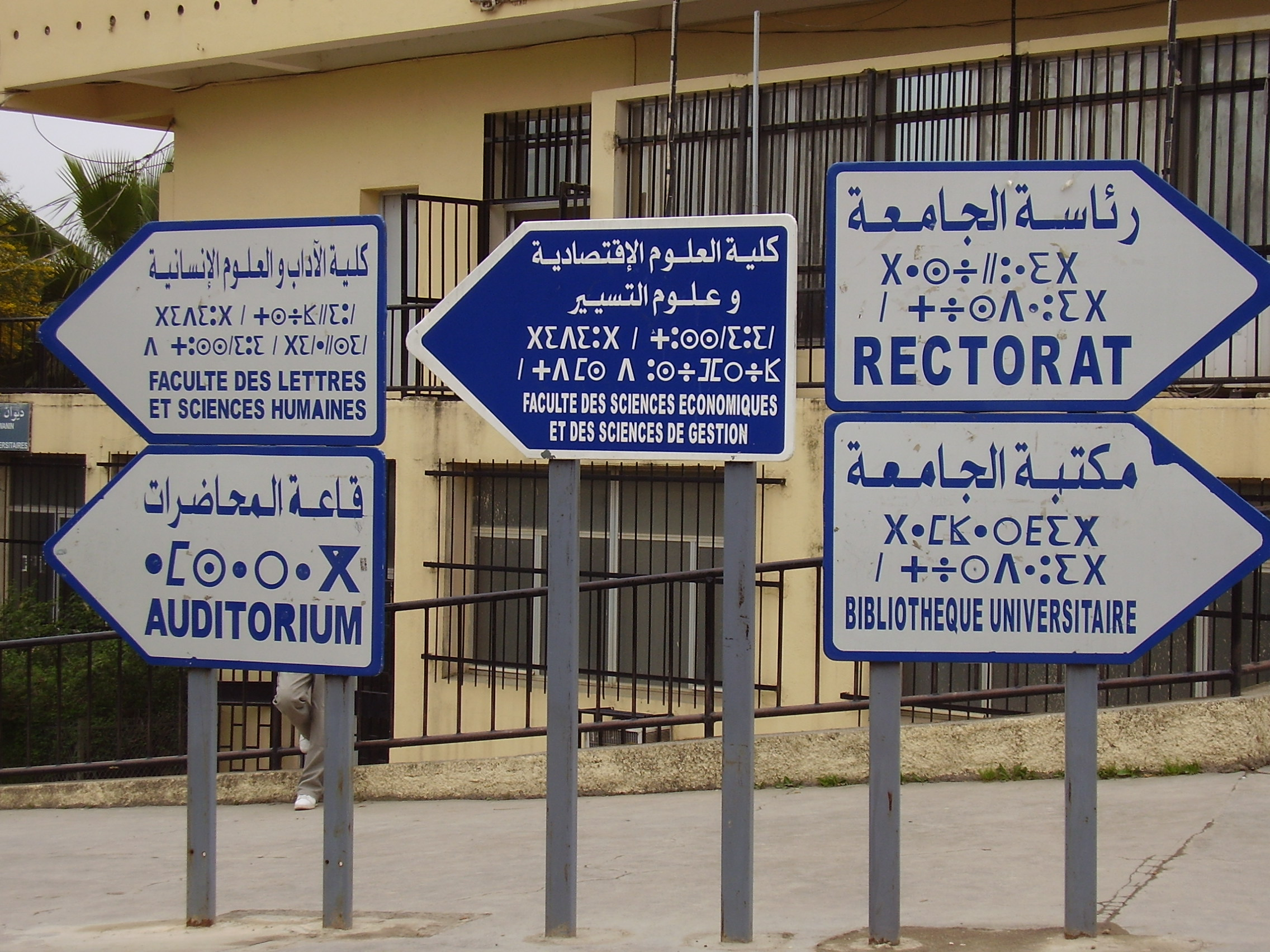
Dreisprachige Ortsschilder in Tizi Ouzou, in Arabisch, Kabylisch (Tifinagh) und Französisch

Marokkos Berberdialekte gliedern sich in drei Sprachregionen:
- Tarifit im Norden und Nordosten des Rifgebirges,
- Zentralatlas-Tamazight im Mittelatlas,
- Taschelhit/Schlöh im Hohen und Anti-Atlas.

Daneben gibt es seit der Verfassung von 2011 das Marokkanische Tamazight als Standard- und Amtssprache; diese wurde ab der 1990er-Jahre unter Einbeziehung aller drei Hauptgruppen entwickelt und gilt als allgemeinverständlich, obwohl sich das Rifische phonetisch etwas von den anderen Varianten absetzt. In diesem Falle bezeichnet Tamazight nicht den Dialekt des Mittleren Atlas, sondern die Berbersprache im Allgemeinen, analog zum Wort Amazigh, das alle Berber bezeichnet. Für die Schreibweise der überwiegend gesprochenen Sprache wurde eine moderne Version der Tifinagh-Schrift entwickelt.
Algerien
Algeriens Berber lassen sich vier Dialektfamilien zuordnen:
- etwa zwei Drittel leben in der Kabylei und sprechen den lokalen Dialekt Thaqbaïlith,
- eine kleine Gruppe ist in dem Gebiet vom Aurès bis zur östlichen Landesgrenze ansässig und spricht Chaouias,
- die kleine und zerstreute berberische Minderheit im Süden des Landes spricht Mzab-Wargla,
- die Tuareg-Nomaden in der Sahara sprechen Tamascheq.

## Kultur

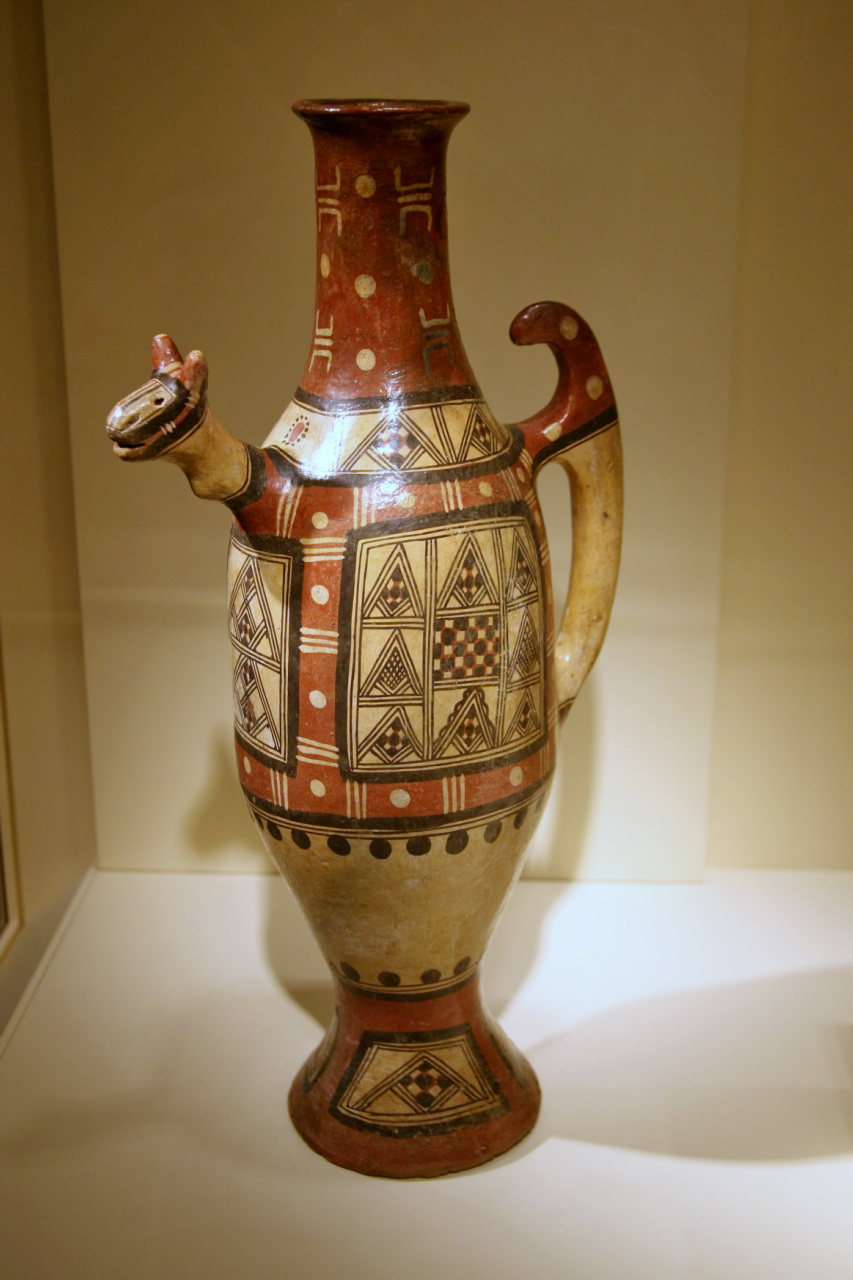
Kabylische Vase (19. Jh.), Algerien

Die Berber in Libyen waren von der Kultur ihres Nachbarn Ägypten geprägt, während der Westen von ehemaligen Invasoren wie die Phönizier und Römer Einflüsse bezog. Seit der Islamisierung wurden die Araber und in Küstenregionen die Osmanen zu den wichtigsten Kulturen für die Berber. Über mehrere Jahrhunderte konnten sie – ausgenommen die vernichteten Guanchen – der Kolonisierung durch europäische Staaten widerstehen, doch folgte seit 1830 mit der Eroberung Algeriens durch die Franzosen und Marokkos im Jahre 1906 durch Spanien, wie Libyens 1934 durch das Königreich Italien eine Epoche der Modernisierung, aber auch physische und kulturelle Vernichtung wie Deformation, die zahlreiche naive Berber-Mythen entstehen ließ. Tatsächlich waren die Berber als Bewohner der nordafrikanischen Mittelmeerküste und ihres Hinterlandes stets von auswärtigen Kulturen geprägt und hinterließen dort ebenfalls Spuren. Zahlreiche Berberstämme, die ihre Sprache und Tradition weitgehend bewahrt haben, sind die Kabylen in Nordalgerien sowie die Schlöh und Rifkabylen in Marokko.
Auf die starke gesellschaftliche Stellung der Frau in vorislamischer Zeit verweisen einige Mythen. Auch dass sich unter den Tuareg die Frauen leichter von ihren Männern scheiden lassen können als arabische Frauen, hängt mit alten matrilinearen Gesellschaftsstrukturen zusammen. Frauen besitzen teilweise mehr Entscheidungsbefugnisse als in arabischen Gesellschaften.
Im Zuge einer verstärkten Hinwendung zu einer orthodoxen Ausprägung des Islams sind im Lauf des 20. Jahrhunderts die Freiheiten verschwunden, die zuvor bestimmten Gruppen von Frauen zugestanden waren. Der Fruchtbarkeitstanz Abdaoui der Chaouia im Osten Algeriens wird jedoch noch von Frauen aufgeführt.
Gastfreundschaft ist in der traditionellen Kultur der Berber tief verankert. Mit Ausnahme der Tuareg sind die Berber sesshaft; nur noch wenige leben als Teilnomaden (Transhumanten). Das berberische Nomadenvolk der Tuareg hat eine eigene, aus dem altlibyschen bzw. phönizischen Alphabet entwickelte Schrift, das Tifinagh.

### Religion

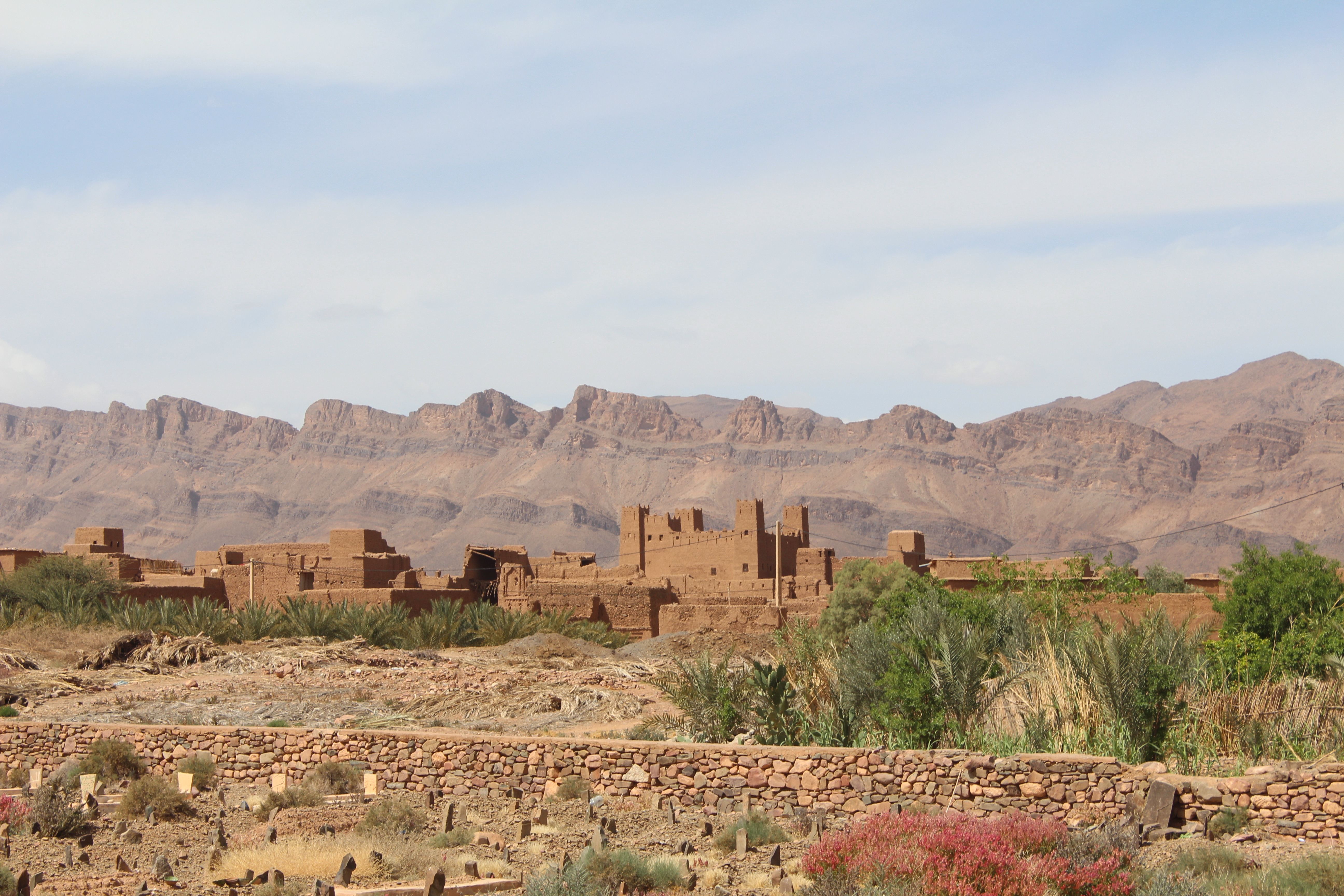
Berberfriedhof (Vordergrund) im Draa-Tal, Marokko

Der früheste nachweisbare Glaube der Berber war der Animismus. Die Libyer, d. h. besonders die Gaetuler und Garamanten integrierten den altägyptischen Polytheismus in ihren Glaubensvorstellungen. Der Urenkel des Dysnastiegründers Scheschonq I. wurde Priester des Amun in Theben. Die Numidier hingegen wurden von den Phöniziern und später von den Römern in ihrer theistischen Glaubenswelt geprägt. Die La Ghorfa Stele mit lateinischer Inschrift aus dem tunesischen Maghrawa zeigt den Synkretismus in der römischen Provinz Africa. Dagegen behielten die Tuareg eine stärkere Bindung an animistische Glaubensvorstellungen. Die Kel Essuf (Leute der Wildnis, Einsamkeit beziehungsweise Öde, Leere) waren allgegenwärtige Geisterwesen, die auch auf Felszeichnungen abgebildet wurden. In ihren Mythen nehmen sie die Abstammung von Essuf an. Ähnlich wie bei den Tuareg waren bei den Guanchen die Gestirne von herausragender Bedeutung.
Zahlreiche Ruinen dokumentieren den Einfluss der römischen Staatsreligion in den nordafrikanischen Städten. Im heutigen algerischen Djemila und Timgad sowie im Kapitol von Khamissa in der Cyrenaica wurden Götterstatuen ausgegraben. Wer vermögend gewesen ist wie Apuleius, konnte an den zahlreichen Mysterienkulten im Römischen Reich teilnehmen.
Eine einschneidende Veränderung war die Christianisierung Nordafrikas. Die Stämme Dscharawa und Nefuka nahmen den jüdischen Glauben an, doch mehrheitlich wurden die Berber Christen. Nordafrika wurde nach Juda und Galiläa sowie Kleinasien die dritte Hauptwirkungsstätte der neuen Religion. Hierbei zeigte sich die für Nordafrika frühe, bereits im Polytheismus bemerkbare Offenheit für religiöse Entwicklungen, die auch Konflikte miteinschloss und deren Akteure trotz berberischem Übergewicht multiethnisch und kulturell römisch waren. Neben Berbern wirkten Punier und Römer in der Provinz Africa an der Systematisierung und Verbreitung des christlichen Glaubens mit. Der Berber Lactantius verband mit seiner Schrift De opificio dei heidnische Naturphilosophie und christliche Schöpfungsgeschichte. In seinem Werk De mortibus persecutorum gelang ihm die Synthese staatsphilosophischer Überlegungen antiker Autoren, besonders ihrer Kritik an der Tyrannei, mit der Verneinung eines weltlichen Allmachtsanspruch durch die Christen. Das Zeugnis der Christenverfolgung ist antipagane Apologie und Glaubensstärkung zugleich. Tertullianus, welcher im stark berberisch-punischen geprägten Karthago wirkte, formulierte und erweiterte zahlreiche christliche Konzepte, wie beispielsweise in Nachfolge von Irenäus die Trinität, oder verwarf die Apokatastasis und sah die asketische Lebensform im Gegensatz zu Gnostikern nicht als allgemein verbindlich an. Der große Stilist erhob das Latein zur Sprache der kirchlichen Autoren. In Karthago wirkten nach Tertullianus der Berber und römische Bürger Cyprian von Karthago. Der Sohn einer Berberin und eines Römers, Augustinus von Hippo, wurde der theologisch wirkmächtigste Kirchenvater der westlichen Christenheit. Nordafrika war jedoch auch die Wirkungsstätte zweier Häresien. Die Montanisten, Asketen und Eiferer der Parusie, die ihre Erwartung in Timgad mit Gewalt durchzusetzen versuchten und besonders im Westen Nordafrikas wirkten und der im ägyptischen Alexandrien wirkende Libyer Arius und die nach ihm benannte Bewegung der Arianer, die Gott wider den philosophisch untermauerten Vorstellungen Tertullians und später Augustinus als nicht gezeugt und nicht geschaffen, ewig und unwandelbar auffassten.
Mit der Eroberung Ägyptens stießen die muslimischen Reiterheere unter den Umayyaden bis nach Karthago und der Westküste Nordafrikas vor. In Numidien leisteten lokale Berberherrscher wie Kusaila und Kāhina ihnen teilweise Widerstand. 711 kam es am Río Guadelete zur Schlacht der muslimischen Berber und Araber gegen die Westgoten, die in der Völkerwanderung nach Iberien eingewandert waren. Der Islam wurde im Süden Nordafrikas durch den Saharahandel verbreitet, was besonders auf die Tuareg zutraf. Berberische Dynastien wie die Almoraviden stärkten die Einheit des Islams gegen die Charidschiten und die Gleichheit der einst unterworfenen Berber zu den Arabern, während die Almohavden, die Streiter der Einheit Gottes, nach dem Tod ihres Anführers Ibn Tūmart die politische Einheit verteidigten. Tūmart gilt als der wirkmächtigste Rechtsgelehrte des Maghrebs. Seine Erneuerungsbewegung im Süden des Atlas beendete die durch Angriffe spanischer Fürsten und innermuslimischen Zwist geschwächte Stellung der Muslime. Im 13. Jahrhundert begründete Abu l-Hasan asch-Schadhili den Shadhiliyya-Orden, der unter den Berbern weite Zustimmung gewann und über seinem Entstehungsort im Norden Marokkos Anhänger in ganz Nordafrika Anerkennung fand. Im Volksglauben der Berber spielen die Marabouts eine herausragende Rolle. Sie können durch Zuwendungen um Hilfe im Alltag und Lebenspraxis gebeten werden und ihre Gräber werden trotz wahhabitisch motivierter Anfeindungen weiterhin besucht. Während in der Neuzeit die marokkanischen Sufi-Orden unter Mulai Ismail institutionalisiert wurden und eine Stütze der königlichen Ordnung bilden sollten, blieben die Sufi Orden in Algerien dezentral und dienten der Organisation der libyschen Stämme. Im 19. und 20. Jahrhundert bildeten die Sufi-Orden in Nordafrika das Rückgrat des antikolonialen Widerstandes. In Algerien die Darqawiyya und in Libyen die Sanūsīyam. Dass die berberischen Muslime auch nach dem Übertritt zum Islam Elemente einer alten ethnischen Religion beibehielten, lassen Mythen, Märchen, Feldkult, die Verehrung von Wassergräben und der Geisterglaube erkennen. Die letzten heidnischen Berber, die Guanchen, wurden von der spanischen Christenheit auf der Insel Teneriffa ausgerottet.

### Berberfriedhöfe
Typisch für die Dörfer der von Berbern bewohnten Regionen Nordafrikas sind ihre nahe dem Ort gelegenen und oft von einer Trockenmauer umgebenen Friedhöfe. Die Gräber sind durch kleine senkrechte Steinplatten gekennzeichnet, die weder den Namen des Verstorbenen noch seine Lebensdaten angeben, sondern lediglich als räumliche Markierung des Grabes selbst dienen.

### Kalender

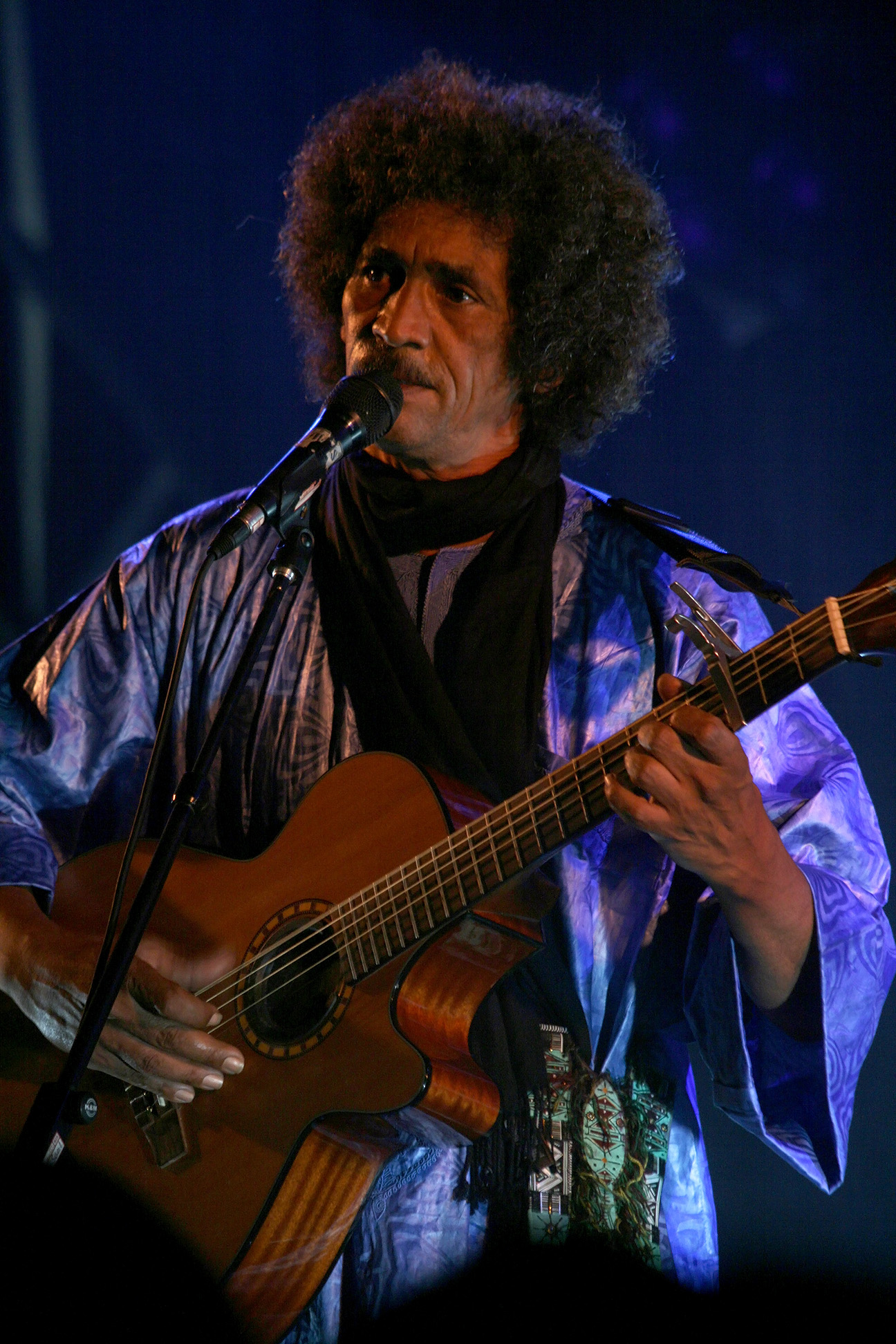
Ag Alhabib (2011), Gründer der Tuareg-Band Tinariwen

Die Berber benutzten einen eigenen traditionellen Kalender, der auf dem julianischen Kalender basiert. Er wurde höchstwahrscheinlich während der römischen Präsenz in der römischen Provinz Africa eingeführt, blieb aber nach dem Abzug der Römer und auch nach der Arabischen Expansion sowohl zur Datierung traditioneller Feste als auch für landwirtschaftliche Zwecke (auch weil der Islamische Kalender als Mondkalender dafür ungeeignet ist) in Gebrauch. Er wird deshalb auch als fellaḥi (ﻓﻼّﺣﻲ, Bauernkalender) oder ʿajamī (عجمي, „fremder“, d. h. nicht-arabischer Kalender) bezeichnet. Im Lauf der Entwicklung eines berberischen Nationalbewusstseins nahm die Bedeutung dieses Kalenders wieder zu, besonders im Zusammenhang mit der Feier des Neujahrstags („Yennayer“) im Januar. Im Januar 2018 erklärte Algerien Yennayer zu einem nationalen, stets auf den 12. Januar fallenden Feiertag. Er wird am 14. Januar auch in Marokko begangen und hat dort seit dem 4. Mai 2023 den Status eines offiziellen Feiertags. Der Neujahrstag des julianischen Kalenders fällt seit 1901 und bis 2100 auf den 14. Januar; es wird oft auch am 13. Januar der Vorabend (entsprechend Silvester) gefeiert. Die Verschiebung der Feier auf den 12. Januar in Algerien ist wahrscheinlich auf eine Fehlberechnung durch die für die Organisation zuständigen kulturellen Organisationen zurückzuführen
Es existiert auch eine Jahreszählung, die im Jahr 950 v. Chr. beginnt, sodass das gregorianische Jahr 2025 dem Jahr 2975 des Berberkalenders entspricht. Diese Zählung wurde allerdings erst 1966 auf Betreiben der Académie Berbère in Paris eingeführt:  Das Jahr 950 v. Chr. entspricht ungefähr dem Jahr der Thronbesteigung von Scheschonq I., dem 1. Pharao der 22. Dynastie (Dritte Zwischenzeit) in Ägypten. Er stammte aus Libyen und wurde deshalb von den Initiatoren als der erste prominente Berber der Geschichte betrachtet.

### Tätowierungen

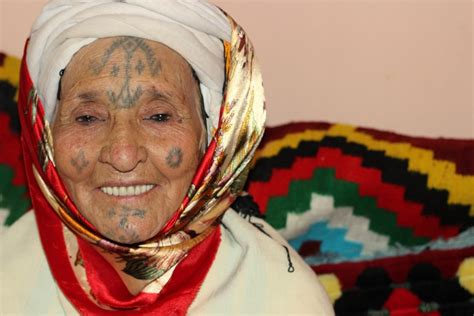
Berberfrau mit Tätowierungen

Vorwiegend unter den Frauen der Berber waren blau-grüne Tätowierungen im Gesicht, an den Unterarmen, den Handgelenken und den Waden bis ins 20. Jahrhundert hinein kulturell verankert. Die Tätowierungen bestanden aus spirituellen Schriftzeichen, tradierten Symbolen und Ornamenten. Die auch auf Verzierungen von Häusern und Alltagsgegenständen vorkommenden Muster sind Ausdruck der Verbundenheit mit Natur und Kosmos und symbolisieren Fruchtbarkeit und Schutz; sie hatten ursprünglich zumeist eine unheilabwehrende (apotropäische) Funktion. Zwischen den einzelnen Volksstämmen variierten die Ornamente.
Die Muster wurden zunächst vorgezeichnet und anschließend mit einer Nadel in die Haut gestochen. Die blaue Farbe wurde aus der Indigo-Pflanze (nila) gewonnen. Alternativ wurde Ruß oder Holzkohle verwendet. Die gestochenen Stellen wurden anschließend mit einer Pflanze eingerieben, die einen grünen Farbstoff enthält (kheddira).
Bedingt unter anderem durch den Zuzug der Berber in die Städte und dem damit einhergehenden zunehmenden Einfluss der arabischen und später der westlichen Kultur wird dieser Brauch seit dem späten 20. Jahrhundert kaum noch ausgeübt und ist heute nur noch bei älteren Frauen zu sehen.

### Schmuck

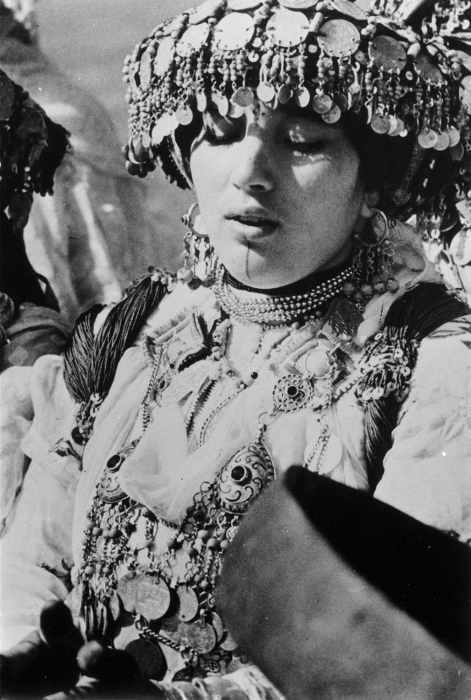
Berberfrau aus dem Mittleren Atlas mit Schmuck aus Silbermünzen und mit Tätowierungen im Gesicht (1955)

Während die arabischstämmige oder arabisch geprägte Bevölkerung des nördlichen Maghreb feinbearbeiteten Goldschmuck vorzog, blieb den in früheren Zeiten geldlos lebenden Berbern teilweise massiver Silberschmuck vorbehalten. Er stellte einen wichtigen Teil der Brautgaben und des Besitzes der Frauen dar und diente sowohl als Apotropäum wie auch als Kapitalreserve für Notzeiten. Dieser von Generation zu Generation vererbte Familienschmuck wird zumal seit der Mitte des 20. Jahrhunderts nach und nach von Antiquitätenhändlern aufgekauft und nur noch selten von Berberfrauen getragen. Historische Schmuckstücke sind heute vor allem in den ethnografischen Museen der jeweiligen Länder zu sehen.

### Architektur
Die Berber des Maghreb haben eine einfache, aber in vielfacher Hinsicht höchst originelle Architektur hervorgebracht. Zu nennen sind insbesondere die wehrhaften Speicherburgen (agadir) und Wohnburgen (tighremt) sowie die Höhlenwohnungen im Süden Marokkos und Tunesiens. Auch die Dorfbauweise (ksour) z. B. von Aït-Ben-Haddou, Tizourgane, Ghadames oder Chinguetti ist charakteristisch für die maghrebinische Berberarchitektur.